# 마우리시오 펠레그리노
마우리시오 안드레 펠레그리노 루나(스페인어: Mauricio Andrés Pellegrino Luna, 1971년 10월 5일 ~ )는 아르헨티나의 축구 선수 출신 현 축구 지도자로 현재 CA 라누스의 사령탑을 맡고 있으며 현역 시절 포지션은 수비수였다.

## 선수 시절

### 클럽
1990년 자국 리그인 아르헨티나 프리메라 디비시온의 벨레스 사르스피엘드 소속으로 프로에 데뷔한 이후 1999년까지 9년간 팀의 핵심 수비수로 활약하며 리그 4회 우승(1993 클라우수라, 1995 아페르투라, 1996 클라우수라, 1998 클라우수라) 및 2회 준우승(1992 클라우수라, 1993 아페르투라)과 2번의 리그 3위(1994 아페르투라, 1995 클라우수라), 1994년 코파 리베르타도레스 우승, 1994년 인터콘티넨털컵 우승, 1995년 레코파 수다메리카나 준우승, 1996년 수페르코파 수다메리카나 우승, 1996년 코파 인테라메리카나 우승, 1997년 레코파 수다메리카나 우승을 맛보는 등 벨레스 사르스피엘드의 전성기를 구가했다.
그 후 1998-99 시즌에는 루이 판 할 현 AFC 아약스 어드바이저가 사령탑으로 있던 스페인 라리가의 FC 바르셀로나의 임대 선수로 활약하며 팀의 리그 우승에 일조한 뒤 1999-2000 시즌을 앞두고 같은 스페인 라리가의 발렌시아 CF로 트레이드되어 2004-05 시즌 겨울 이적 시장 전까지 공식전 213경기에 출전하며 리그 2회 우승(2001-02, 2003-04), 2회 연속 UEFA 챔피언스리그 준우승(1999-2000, 2000-01), 2003-04년 UEFA 유로파리그 우승, 수페르코파 데 에스파냐 2회 준우승(2002, 2004) 등에 크게 기여했다.
그 후 2004-05 시즌 겨울 이적 시장을 통해 잉글랜드 프리미어리그의 리버풀 FC에 합류하며 구단 역사상 첫 아르헨티나 출신 선수라는 타이틀을 얻었고 물론 2004-05 시즌 EFL컵 준우승에 일조하기는 했지만 시즌 내내 아쉬운 경기력을 보이며 2004-05 시즌 이후 라리가의 데포르티보 알라베스로 이적하여 1시즌을 소화한 뒤 현역 은퇴를 선언했다.

### 국가대표팀
에콰도르와의 1997년 코파 아메리카 A조 개막전에서 아르헨티나 A대표팀 소속으로 국제 A매치 공식 데뷔전을 치른 후 조별리그 3경기를 모두 소화하며 팀의 8강 진출에 일조했지만 8강에서 페루에 무릎을 꿇으며 4강 진출이 좌절되었고 이후 국가대표팀에는 더 이상 발탁되지 못했다.